# Leptolebias opalescens
Leptolebias opalescens är en fiskart som först beskrevs av Myers 1942.  Leptolebias opalescens ingår i släktet Leptolebias och familjen Rivulidae. IUCN kategoriserar arten globalt som sårbar. Inga underarter finns listade i Catalogue of Life.